# 早坂好惠
早坂好惠（日语：／ Hayasaka Yoshie，1975年9月25日—），日本女藝人。本名脇田 好江（わきた よしえ，舊姓：平田）。出身於沖繩縣那霸市。堀越高等學校畢業。所屬經紀公司為田邊事務所→大阪電視人才局→Partner's Pro（2018年—）。已婚。身高155cm。A型血。

## 來歷、人物
早坂好惠作為一對龍鳳胎出生，父親是琉球舞踊學校的校長，母親是高中老師。9歲起就讀沖繩演員學校，與里中茶美和奧永知子一起參加了PONY CANYON的「HeBeE」項目，並在就讀期間出演了當地電視節目《沖繩俱樂部 Heart Catch TV》。1989年，14歲的她獨自搬到東京，加入了田邊事務所。次年，1990年，15歲的她以偶像身份出道，至今已發行了7張單曲和2張原創專輯。她出道時的廣告標語是「炸彈小姑娘」。
在《THE今夜暢銷進行曲》中，她才華洋溢，能夠用原調演唱廣瀨香美的歌曲。她與同班出道的西野妙子也是好友。
她是綜藝節目《森田一義時間 笑一笑又何妨！》的常駐嘉賓。同時也是日本電視台系列《神奇腦能力!!》的準常駐嘉賓。她經常和好友加藤紀子一起出演該節目。她還出演了許多其他綜藝節目，在1990年代作為綜藝偶像而活躍。
她長期以來一直是職業摔角（巨無霸鶴田）的忠實粉絲，經常出現在各種摔角組織的場地。據說，她曾與淺草小子一起私下觀看了神取忍與北斗晶的比賽（1993年4月2日，橫濱體育館）。她也曾是田上明的粉絲，並作為嘉賓在全日本職業摔角賽事直播中，為田上明的冠軍爭奪戰擔任音頻評論。
2003年，透過熟人介紹，她開始與當時為大阪職業摔角效力的摔角手海豚戰士約會，並於2003年12月結婚。2004年1月，她以「一號藝人」的身份轉會至大阪職業摔角。
2007年12月5日，她生下了第一個孩子，一個女兒。後來，在丈夫海豚戰士想要從事沖繩職業摔角的要求下，她於2008年搬到了家鄉沖繩，並暫時停止了演藝生涯。她在那裡專心撫養孩子，但於2009年恢復了演藝生涯。
2011年4月1日，她成為關西國際機場藍印冰淇淋店（位於關西國際機場航廈2樓）的老闆兼店長。該店於2016年3月27日關閉。

## 音樂作品

### 單曲
| 枚數        | 發行日期       | 單曲名稱（日文原名）                                             | c/w | 規格        | 規格編號    | oricon最高排名 |
| PONY CANYON | PONY CANYON    | PONY CANYON                                                      | PONY CANYON | PONY CANYON | PONY CANYON | PONY CANYON    |
| ----------- | -------------- | ---------------------------------------------------------------- | --- | ----------- | ----------- | -------------- |
| 1st         | 1990年10月24日 | 絕對！Part2（） 作詞：及川眠子 作曲：松本俊明 編曲：鷺巢詩郎     | 作詞：及川眠子 作曲：松本俊明 編曲：鷺巢詩郎                                                                              | 8cmCD       | PCDA-00113  | 第42名         |
| 1st         | 1990年10月24日 | 絕對！Part2（） 作詞：及川眠子 作曲：松本俊明 編曲：鷺巢詩郎     | 作詞：及川眠子 作曲：松本俊明 編曲：鷺巢詩郎                                                                              | CT          | PCSA-000081 | 第42名         |
| 2nd         | 1991年2月21日  | 作詞：及川眠子 作曲：松本俊明 編曲：鷺巢詩郎                     | 作詞：及川眠子 作曲：松本俊明 編曲：鷺巢詩郎                                                                              | 8cmCD       | PCDA-00156  | 第91名         |
| 2nd         | 1991年2月21日  | 作詞：及川眠子 作曲：松本俊明 編曲：鷺巢詩郎                     | 作詞：及川眠子 作曲：松本俊明 編曲：鷺巢詩郎                                                                              | CT          | PCSA-000107 | 第91名         |
| 3rd         | 1991年5月22日  | 逆轉颱風（） 作詞：及川眠子 作曲：松本俊明 編曲：鷺巢詩郎        | 作詞：及川眠子 作曲：松本俊明 編曲：鷺巢詩郎                                                                              | 8cmCD       | PCDA-00189  | 第69名         |
| 3rd         | 1991年5月22日  | 逆轉颱風（） 作詞：及川眠子 作曲：松本俊明 編曲：鷺巢詩郎        | 作詞：及川眠子 作曲：松本俊明 編曲：鷺巢詩郎                                                                              | CT          | PCSA-000107 | 第69名         |
| 4th         | 1991年8月21日  | HARELUYA（ハレルヤ） 作詞：及川眠子 作曲：松本俊明 編曲：鷺巢詩郎        | 作詞：及川眠子 作曲：松本俊明 編曲：鷺巢詩郎                                                                              | 8cmCD       | PCDA-00221  | 第97名         |
| 5th         | 1992年4月17日  | 作詞：及川眠子、里見征武 作曲：松本俊明、小林郁夫 編曲：鷺巢詩郎 | 作詞：及川眠子 作曲：松本俊明 編曲：龜田誠治                                                                              | 8cmCD       | PCDA-00221  | 圈外           |
| 6th         | 1992年10月21日 | 作詞：及川眠子 作曲：高橋研 編曲：龜田誠治                       | 作詞：傑瑞·李文斯頓、馬克·大衛、艾爾·霍夫曼 日語歌詞：音羽崇 作曲：傑瑞·李文斯頓、馬克·大衛、艾爾·霍夫曼 編曲：山川惠津子 | 8cmCD       | PCDA-00367  | 圈外           |
| 7th         | 1994年6月16日  | COME ON！卡拉OK（カモン！カラオケ） 作詞：秋元康 作曲：後藤次利 編曲：安藤高弘   | 作詞：秋元康 作曲：後藤次利 編曲：安藤高弘                                                                                | 8cmCD       | PCDA-00602  | 圈外           |

### 專輯

#### 原創專輯
| 枚數        | 發行日期       | 專輯名稱（日文原名） | 規格                  | 規格編號              | oricon最高排名 |
| PONY CANYON | PONY CANYON    | PONY CANYON          | PONY CANYON           | PONY CANYON           | PONY CANYON    |
| ----------- | -------------- | -------------------- | --------------------- | --------------------- | -------------- |
| 1st         | 1991年3月21日  |                      | CD＋原創紙芝居        | PCCA-00249 （初回盤） | 圈外           |
| 1st         | 1991年3月21日  | CD                   | PCCA-00250 （通常盤） |                       | 圈外           |
| 1st         | 1991年3月21日  | CT                   | PCTA-00085            |                       | 圈外           |
| 2nd         | 1992年11月20日 | HAYASAKA             | CD                    | PCCA-00401            | 圈外           |

#### 精選專輯
| 枚數        | 發行日期      | 專輯名稱（日文原名）       | 規格        | 規格編號    | oricon最高排名 |
| PONY CANYON | PONY CANYON   | PONY CANYON                | PONY CANYON | PONY CANYON | PONY CANYON    |
| ----------- | ------------- | -------------------------- | ----------- | ----------- | -------------- |
| 1st         | 2002年9月19日 | 我的精選輯！早坂好惠精選（Myこれ！クション 早坂好恵ベスト） | CD          | PCCA-01765  | 圈外           |

### 影像作品
| 枚數        | 發行日期     | 影像名稱（日文原名） | 規格        | 規格編號    |
| PONY CANYON | PONY CANYON  | PONY CANYON          | PONY CANYON | PONY CANYON |
| ----------- | ------------ | -------------------- | ----------- | ----------- |
| 1st         | 1990年9月5日 |                      | VHS         | PCVP-10295  |
| 2nd         | 1991年9月4日 |                      | VHS         | PCVP-50612  |

### 商業搭配
| 曲名            | 商業搭配 | 收錄作品                |
| --------------- | --- | ----------------------- |
| 絕對！Part2     | 富士電視台系列動畫《亂馬½ 熱鬥篇》片頭主題曲                                                                                 | 單曲《絕對！Part2》     |
| 逆轉颱風        | NHK綜合動畫《秘密花園》片頭主題曲                                                                                            | 單曲《逆轉颱風》        |
|                 | NHK綜合動畫《秘密花園》片尾主題曲                                                                                            | 單曲《逆轉颱風》        |
|                 | 扶桑社「」廣告歌曲 日本電視台系列《全日本職業摔角轉播》1993年5月—6月片尾曲 朝日電視台系列《轟天綜藝！從早早》第2代片頭主題曲 | 單曲《》                |
|                 | 朝日電視台系列《轟天綜藝！從早早坂》初代片頭主題曲                                                                           | 專輯《HAYASAKA》        |
| COME ON！卡拉OK | NHK BS「成為歌聲的樹」動畫《卡拉OK戰士麥克次郎》片頭主題曲                                                                   | 單曲《COME ON！卡拉OK》 |
|                 | NHK BS「成為歌聲的樹」動畫《卡拉OK戰士麥克次郎》片尾主題曲                                                                   | 單曲《COME ON！卡拉OK》 |

## 演出

### 電視節目（綜藝節目、情報節目）
- 沖繩俱樂部 Heart Catch TV（1988年5月20日—1989年3月31日，琉球放送）
- 小鶴的硬直5（日语：鶴ちゃんのプッツン5）（日本電視台）
- 森田一義時間 笑一笑又何妨！（1991年—1992年，富士電視台）
- 笑一笑又何妨！忘年會特大號（日语：笑っていいとも!特大号）（1991年12月，富士電視台）
- 北野武的逸見平成教育委員會（日语：平成教育委員会）（1992年，富士電視台）
- Quiz Derby（日语：クイズダービー）（1992年，TBS）—節目末期準常駐[注 1]
- （富士電視台）
- 塔摩利的VOCABULA天國（日语：ボキャブラ天国）（富士電視台）—準常駐小組成員
- 神奇腦能力!!（日语：マジカル頭脳パワー!!）（1992年—1997年間參加）—準常駐小組成員[注 2]
- （1993年，MBS）
- 轟天綜藝！從早早（1993年—1997年，朝日電視台）
- THE今夜暢銷進行曲（日语：THE夜もヒッパレ）（1994年—2000年，日本電視台）[注 3]
- （1995年，朝日電視台）—常駐
- （1995年—1998年，CBC）—初代節目助理
- 明石家公寓大廈物語（日语：明石家マンション物語）（1999年—2000年，富士電視台）
- （1996年—1997年，朝日放送）
- 現場GONG！X2（日语：FIGHTING TV サムライ）（2002年—2003年，FIGHTING TV SAMURAI（日语：FIGHTING TV サムライ））—主播
- 老師沒教的事（日语：ためしてガッテン）（NHK綜合）—代替山瀨真巳（日语：山瀬まみ）
- （2009年、2010年1月31日—2月中旬，GAORA（日语：GAORA））
- 午餐咖啡廳（日语：ひるカフェ）（2012年4月6日—2013年9月27日，SUN電視台）
- 御茶之子SaiSai（2013年2月6日—，J:COM（日语：JCOM）關西地區）－週三常駐

此外，她還多次作為嘉賓參加綜藝節目和一次性綜藝節目。

### 電視節目（電視劇、時代劇）
- （1996年，日本電視台）
- Shin-D （1997年，日本電視台）
- 盤嶽的一生（日语：盤嶽の一生#2002年版） 第10話（2002年，時代劇專門頻道（日语：時代劇専門チャンネル））—飾 月姬[注 4]

### 廣播節目
- 伊勢自動車道 開通紀念特別節目（1993年3月29日，FM三重（日语：三重エフエム放送））
- 高田文夫的比佛利電台午餐時間（日语：高田文夫のラジオビバリー昼ズ）（1996年－1998年，日本放送）—主持人[注 5]

### 電影
- （1999年）
- （2003年）

### 舞台、音樂劇
- （1995年）
- That's Japanese Musica'98（1998年）
- （1999年）
- That's Japanese Musical 2000（2000年）

### 廣告
- Calbee 「蜂蜜&蘋果」
- 江崎glico
  - 「KissMint」
  - 「巨型Caplico、Caplico棒」

## 腳註

## 相關項目
- 沖繩縣出身人物列表（日语：沖縄県出身の人物一覧）
- 沖繩演員學校（日语：沖縄アクターズスクール）

## 外部連結
- 早好惠｜Partner's Pro （日語）
- 藍海冰淇淋 （日語）